# Ricardo Emídio Ramalho da Silva
Ricardo Emídio Ramalho Silva (Porto, 26 de Setembro de 1975) mais conhecido por Ricardo Silva é um futebolista português, que joga habitualmente como defesa, e actua no Vitória de Setúbal da primeira liga de Portugal.

## Ligações Externas
- «Perfil no Fora de Jogo»